# Critical Acclaim
Critical Acclaim è un singolo del gruppo musicale statunitense Avenged Sevenfold, pubblicato il 28 agosto 2007 come primo estratto dal quarto album in studio Avenged Sevenfold.

## Tracce
Download digitale, CD promozionale (Stati Uniti)
1. Critical Acclaim – 5:14

12" promozionale (Stati Uniti)
- Lato A

1. Critical Acclaim – 5:14

- Lato B

1. Walk – 5:21 – originariamente interpretata dai Pantera

## Formazione
Hanno partecipato alle registrazioni, secondo le note di copertina di Avenged Sevenfold:
Gruppo
- M. Shadows – voce
- Synyster Gates – chitarra solista
- Zacky Vengeance – chitarra
- Johnny Christ – basso
- The Rev – batteria, seconda voce

Altri musicisti
- Jay-E – programmazione
- Jamie Muhoberac – pianoforte, organo

Produzione
- Avenged Sevenfold – produzione
- Fred Archambault – ingegneria del suono
- Clifton Allen – assistenza tecnica ai Sunset Sound Recorders
- Chris Steffens – assistenza tecnica agli Eldorado Recording Studios
- Robert DeLong – assistenza tecnica agli Eldorado Recording Studios
- Aaron Walk – assistenza tecnica ai Capitol Studios
- Andy Wallace – missaggio
- Mike Scielzi – assistenza al missaggio
- Josh Wilbur – assistenza al missaggio
- Brian Gardner – mastering